# Гер-Гренцгаузен
Гер-Гренцгаузен (нім. Höhr-Grenzhausen) — місто в Німеччині, розташоване в землі Рейнланд-Пфальц. Входить до складу району Вестервальд. Центр об'єднання громад Гер-Гренцгаузен.
Площа — 15,87 км2. Населення становить 9303 ос. (станом на 31 грудня 2020).

## Галерея

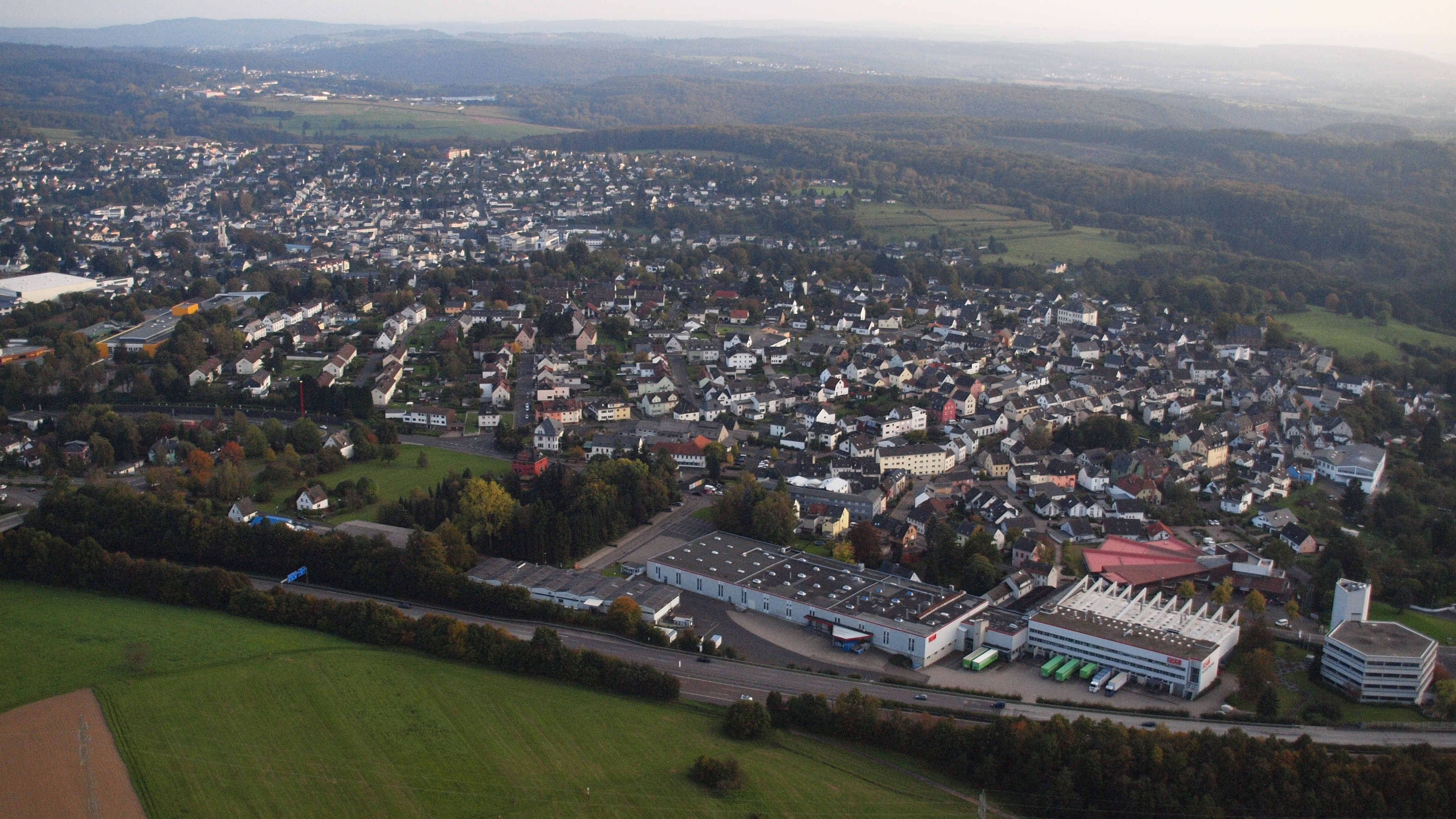
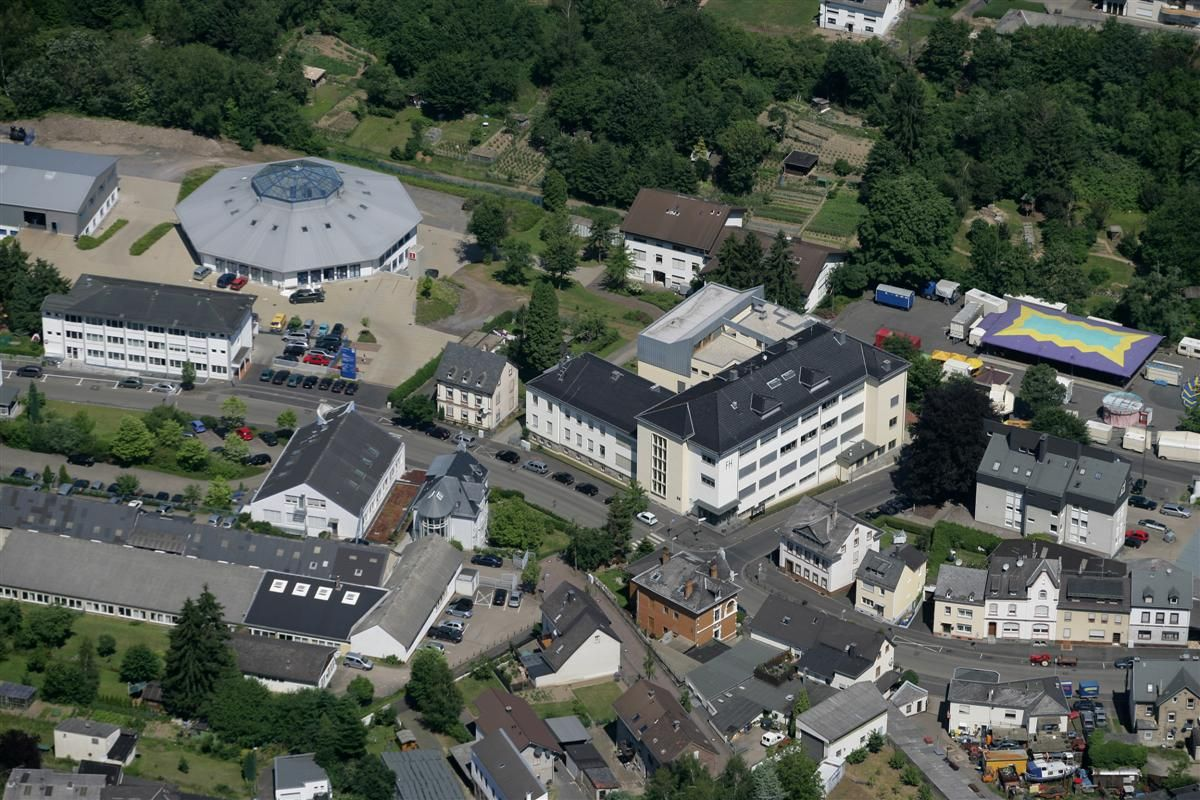
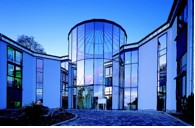